# Passer predomesticus
Passer predomesticus é um pássaro fóssil da ordem Passeriformes e da família Passeridae. Descrito pela primeira vez em 1962, é conhecido por dois ossos pré-maxilares (maxilar superior) encontrados em uma camada do Pleistoceno Médio (Chibaniano) na caverna de Oumm-Qatafa, na Palestina. As pré-maxilas se assemelham às do pardal-doméstico e do pardal-espanhol, mas diferem por apresentar uma ranhura profunda em vez de uma crista na face inferior. O paleontólogo israelense Eitan Tchernov [en], que descreveu a espécie, e outros pesquisadores a consideraram próxima do ancestral do pardal-doméstico e do pardal-espanhol. No entanto, dados de filogenética molecular indicam uma origem mais antiga para as espécies modernas de pardais. Vivendo em um clima que Tchernov descreveu como semelhante, porém mais chuvoso que o da Palestina atual, P. predomesticus foi considerado por ele um ancestral "selvagem" dos pardais modernos, que têm uma relação comensal com humanos, embora sua presença na caverna de Oumm-Qatafa possa indicar alguma associação com humanos.

## Taxonomia

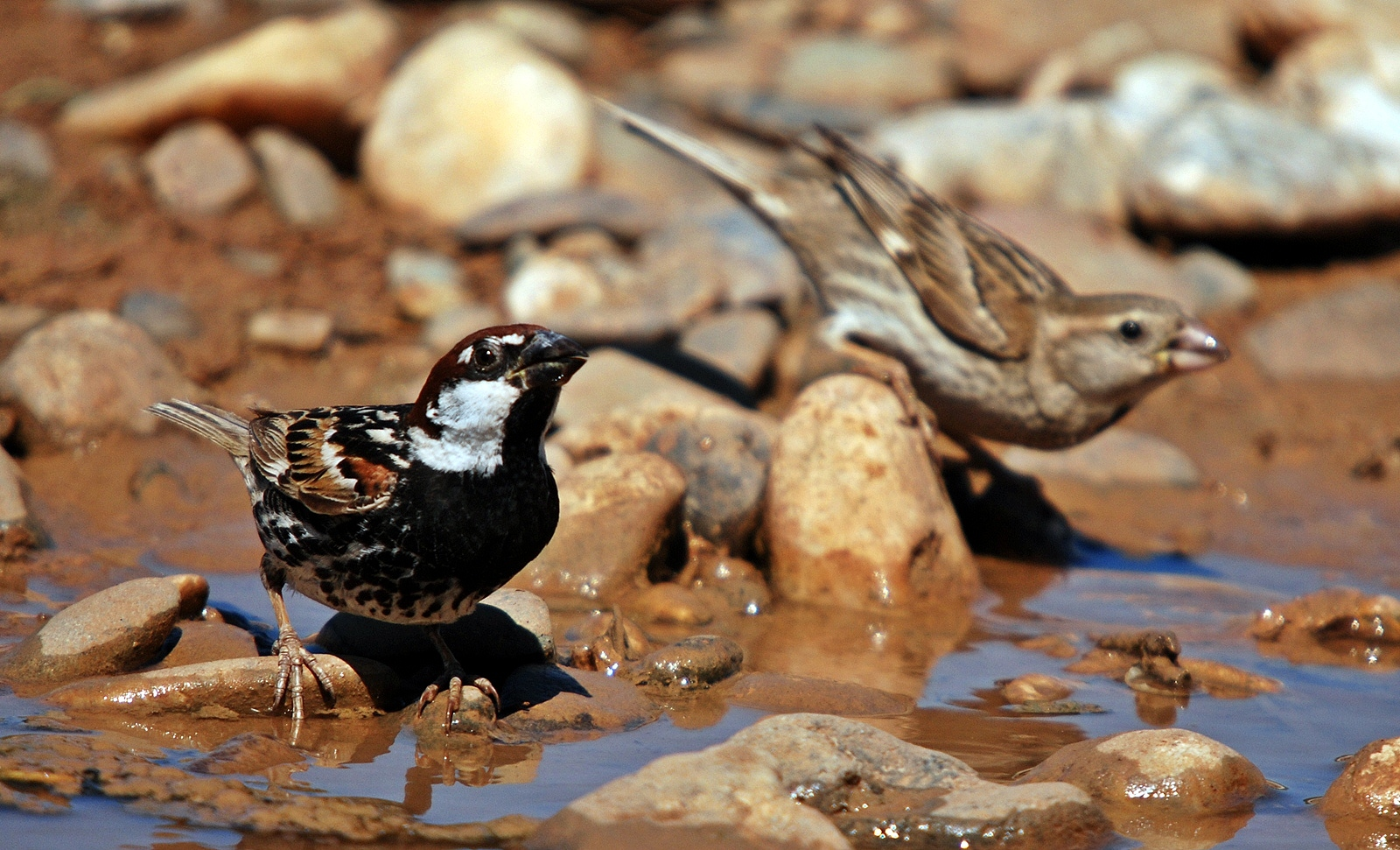
Um macho e uma fêmea do pardal-espanhol, um parente próximo de P. predomesticus, no sudeste da Turquia

O material conhecido de Passer predomesticus consiste em dois ossos pré-maxilares depositados nas coleções da Universidade Hebraica de Jerusalém. Os ossos foram descritos pelo paleontólogo israelense Eitan Tchernov em 1962 e revisados dois anos depois pelo zoólogo sul-africano Miles Markus. Tchernov não identificou claramente um espécime-tipo e seu artigo foi criticado por Robert M. Mengel, editor da revista The Auk, por conter "muitas lacunas e contradições problemáticas". Em 1975, a paleontóloga francesa Cécile Mourer-Chauviré relatou fósseis de pardais de uma caverna em Saint-Estève-Janson, no sudeste da França, que não puderam ser identificados como P. predomesticus ou pardal-doméstico (Passer domesticus), pois não incluíam pré-maxilas, impossibilitando a distinção em relação ao pardal-doméstico.
Tchernov argumentou que o pardal-doméstico e espécies relacionadas sofreram mudanças morfológicas significativas ao se adaptarem a uma relação comensal com humanos, com o bico se tornando mais longo e estreito. Ele sugeriu que P. predomesticus era intermediário entre o pardal-doméstico e o pardal-espanhol (Passer hispaniolensis) e poderia ser um parente primitivo do ancestral do pardal-doméstico que não se tornou dependente de humanos. Em um artigo de 1984, Tchernov propôs que a separação entre o pardal-doméstico e P. predomesticus ocorreu durante a glaciação Würm, entre 70.000 e 10.000 anos atrás. Markus concluiu que a espécie fóssil era mais próxima dos pardais-domésticos da Palestina e do pardal-grande [en] (P. motitensis), sugerindo que o pardal-doméstico evoluiu na África. Em um relato de 1977 sobre a evolução do pardal-doméstico, os zoólogos americanos Richard F. Johnston [en] e William J. Klitz consideraram que o pardal-doméstico surgiu com o início da agricultura, datando quaisquer fósseis que poderiam ser atribuídos ao ancestral comum dos pardais doméstico e espanhol como mais recentes que P. predomesticus. Em sua obra de 1988, The Sparrows, o ornitólogo britânico J. Denis Summers-Smith [en] considerou que P. predomesticus era aproximadamente contemporâneo do ancestral comum dos pardais doméstico e espanhol, e que todas as espécies atuais de Passer do Paleoártico evoluíram posteriormente. Com base em estudos mais recentes de filogenética molecular, Ted R. Anderson afirmou em seu livro de 2006, Biology of the Ubiquitous House Sparrow, que todas as espécies de Passer têm uma longa história evolutiva, com especiação possivelmente ocorrendo já no Mioceno.

## Descrição

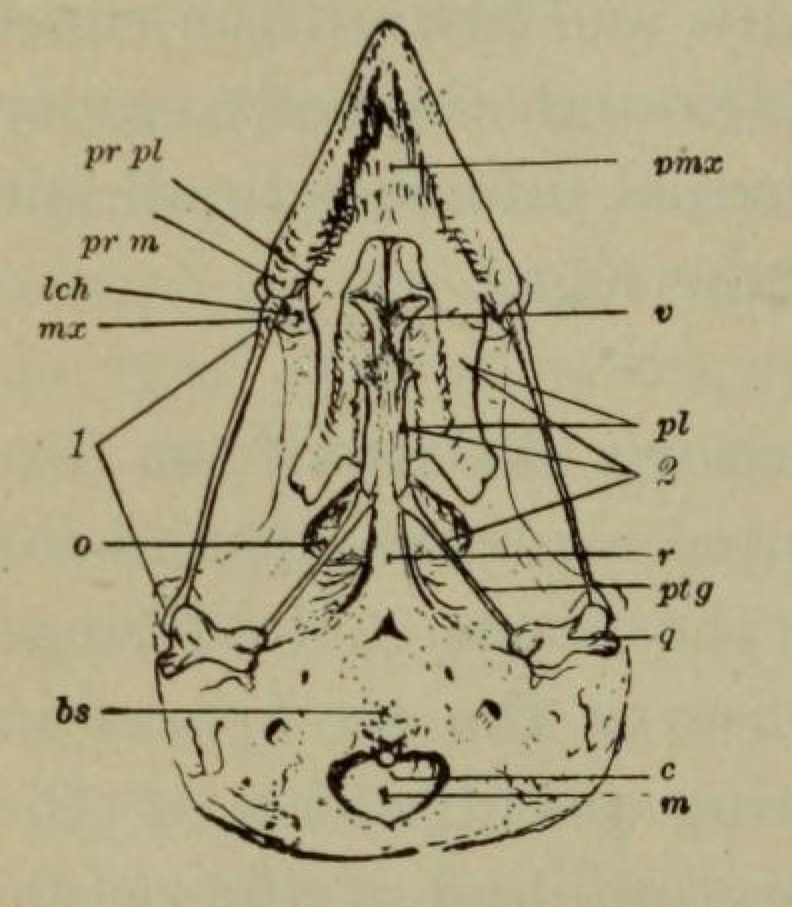
Diagrama do crânio de um pardal-doméstico visto por baixo, com a pré-maxila (marcada como pmx) no topo.

As pré-maxilas, os únicos ossos conhecidos de Passer predomesticus, são geralmente fáceis de identificar em aves até o nível de espécie. Tchernov constatou que as duas pré-maxilas de P. predomesticus se assemelhavam mais às do pardal-doméstico e do pardal-espanhol, mas eram distintas de ambos. Em P. predomesticus, há uma ranhura longitudinal central com margens elevadas na face inferior (ventral) da pré-maxila. Em contraste, os pardais doméstico e espanhol possuem uma crista estreita nessa posição, mais pronunciada no pardal-doméstico. No pardal-grande, no pardal-do-cabo [en] (Passer melanurus) e no pardal-de-cabeça-cinzenta-meridional [en] (Passer diffusus), essa crista é menos desenvolvida, e eles podem até apresentar uma ranhura rasa na frente da pré-maxila, mas não tão bem desenvolvida quanto a de P. predomesticus. Em P. predomesticus, a pré-maxila tem uma largura máxima de 8 mm e o comprimento da ponta da pré-maxila até a parte posterior dos ossos nasais é de 12 mm.

## Distribuição
De acordo com o artigo de Tchernov de 1962, Passer predomesticus foi encontrado na camada E1 do Acheuliano médio (Chibaniano, provavelmente com mais de 400.000 anos) da caverna de Oumm-Qatafa, em Wadi Khareitoun, próximo a Belém. Em 1984, no entanto, Tchernov afirmou que P. predomesticus tinha cerca de 140.000 anos, do Yabrudiano. A camada E1 continha restos de cerca de 40 espécies de aves, incluindo uma pré-maxila que Tchernov descreveu como precursora do pardal-do-levante (Passer moabiticus) e um tarsometatarso e úmero associados ao pardal-doméstico. Uma camada Acheuliana indeterminada da mesma caverna também continha fósseis que Tchernov descreveu como precursores dos pardais doméstico e espanhol.
Embora as interpretações do paleoclima em Oumm-Qatafa variem, Tchernov sugeriu que os depósitos são de um clima mediterrâneo, mas mais chuvoso que o atual. Tchernov considerou P. predomesticus um pardal "selvagem", mas Anderson sugeriu que a ocorrência de P. predomesticus e outros fósseis de Passer em Oumm-Qatafa indica que essas espécies viviam em associação com humanos do Paleolítico inicial.

### Obras citadas
- Anderson, Ted R. (2006). Biology of the Ubiquitous House Sparrow: from Genes to Populations. Oxford: Oxford University Press. ISBN 978-0-19-530411-4
- Johnston, R. F.; Klitz, W. J. (1977). «Variation and evolution in a granivorous bird: the house sparrow». In:  Pinowski, Jan; Kendeigh, S. Charles. Granivorous birds in ecosystems: Their evolution, populations, energetics, adaptations, impact and control. Col: International Biological Programme 12. London: Cambridge University Press. pp. 15–51. ISBN 978-0-521-21504-6
- Mourer-Chauviré, C. (1975). «Les oiseaux du Pléistocène moyen et supérieur de France». Documents des Laboratoires de Géologie de la Faculté des Sciences de Lyon (em francês). 64 (parts 1 and 2): 1–261, 263–624
- Summers-Smith, J. Denis (1988). The Sparrows: a study of the genus Passer. ilustrado por Robert Gillmor. Calton, Staffs, England: T. & A. D. Poyser. ISBN 978-0-85661-048-6
- Tchernov, E. (novembro de 1962). «Paleolithic avifauna in Palestine». The Bulletin of the Research Council of Israel, Section B. Zoology. 11 (3): 95–131
- Tchernov, E. (1984). «Commensal animals and human sedentism in the Middle East». In:  Clutton-Brock, J.; Grigson, C. Animals and Archaeology. 3. [S.l.]: B.A.R. pp. 91–115. ISBN 978-0-86054-207-0
- Woolfenden, Glen E. (outubro de 1965).  Woolfenden, Glen E, ed. «Recent Literature» (PDF). The Auk. 82 (4): 667–680. JSTOR 4083245. doi:10.2307/4083245